# Saint-Cyr, Manche

Saint-Cyr este o comună în departamentul Manche, Franța. În 1 ianuarie 2022 avea o populație de 211 de locuitori.